# Bronkow
Bronkow è un comune di 543 abitanti del Brandeburgo, in Germania.

Appartiene al circondario dell'Oberspreewald-Lusazia (targa OSL) ed è parte della comunità amministrativa (Amt) di Altdöbern.

## Geografia antropica

### Suddivisioni amministrative
Il territorio comunale si divide in 3 zone, corrispondenti al centro abitato di Bronkow e a 2 frazioni (Ortsteil):
- Bronkow (centro abitato)
- Lipten
- Lug